# Filmografia de Rosamund Pike

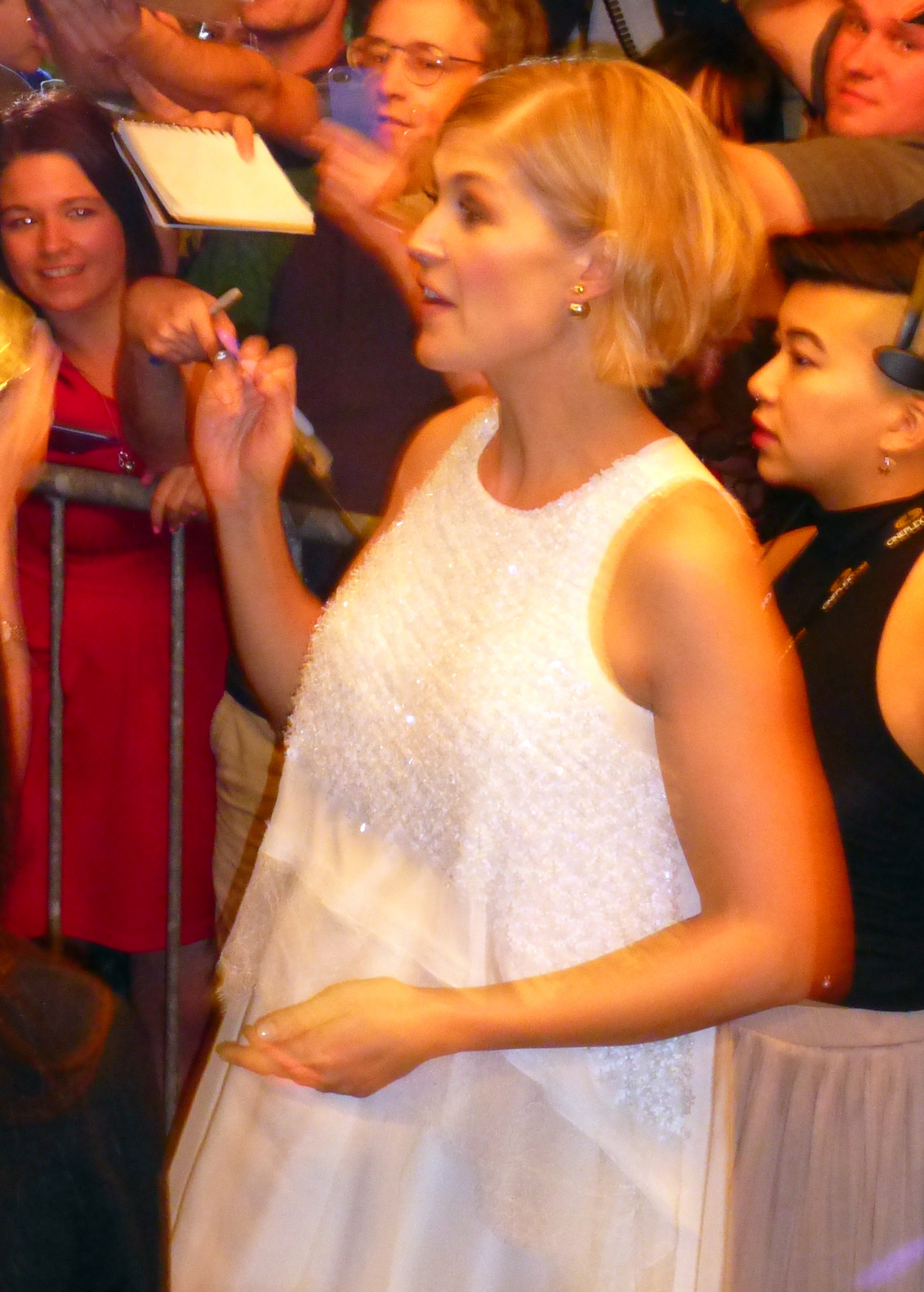
Rosamund Pike em 2014.

Esta é a lista de trabalhos da atriz Rosamund Pike.

## Filmes
| Ano                 | Título                              | Título brasileiro                  | Papel                 | Observações |
| ------------------- | ----------------------------------- | ---------------------------------- | --------------------- | --- |
| 2002                | Die Another Day                     | 007 - Um Novo Dia para Morrer      | Miranda Frost         | Prêmios Empire Awards de Melhor Nova Estrela Saturn Awards de Melhor Atriz Secundária MTV Movie Awards Best Trans-Atlantic Performance |
| 2004                | Promised Land                       | Terra Prometida                    | Rose                  | |
| 2004                | The Libertine                       | O Libertino                        | Elizabeth Wilmot      | Prêmios British Independent Film Awards de Melhor Atriz Coadjuvante |
| 2005                | Pride & Prejudice                   | Orgulho e Preconceito              | Jane Bennet           | |
| 2005                | Doom                                | Doom - A Porta do Inferno          | Samantha Grimm        | |
| 2007                | Fracture                            | Um Crime de Mestre                 | Nikki Gardner         | |
| 2007                | Fugitive Pieces                     |                                    | Alex                  | |
| 2009                | An Education                        | Educação                           | Helen                 | Indicações London Film Critics Circle de Melhor Atriz Coadjuvante British Independent Film Awards de Melhor Atriz Coadjuvante |
| 2009                | Surrogates                          | Substitutos                        | Maggie Greer          | |
| 2009                | Yesterday We Were in America        |                                    | Narradora             | Documentário |
| 2010                | Burning Palms                       |                                    | Dedra Davenport       | |
| 2010                | Jackboots on Whitehall              |                                    | Daisy                 | |
| 2010                | Barney's Version                    | A Minha Versão do Amor             | Miriam Grant-Panofsky | Indicações Genie Awards de Melhor Atriz London Film Critics Circle de Melhor Atriz Britânica do Ano Satellite Awards de Melhor Atriz Coadjuvante |
| 2010                | Made in Dagenham                    | Revolução em Dagenham              | Lisa Hopkins          | Indicações London Film Critics Circle de Melhor Atriz Coadjuvante do Ano London Film Critics Circle de Melhor Atriz Britânica do Ano British Independent Film Awards de Melhor Atriz Coadjuvante |
| 2011                | The Organ Grinder's Monkey          |                                    | Rochelle              | Curta-metragem |
| 2011                | Johnny English Reborn               | O Retorno de Johnny English        | Kate Sumner           | |
| 2011                | The Big Year                        | O Grande Ano                       | Jessica               | |
| 2012                | The Devil You Know                  |                                    | Zoe Hughes            | |
| 2012                | Jack Reacher                        | Jack Reacher - O Último Tiro       | Helen Rodin           | |
| 2012                | Wrath of the Titans                 | Fúria de Titãs                     | Andromeda             | |
| 2013                | The World's End                     | Heróis de Ressaca                  | Sam Chamberlain       | |
| 2014                | A Long Way Down                     | Uma Longa Queda                    | Penny                 | |
| 2014                | Hector and the Search for Happiness | Hector e a Procura da Felicidade   | Clara                 | |
| 2014                | What We Did on Our Holiday          | O que nós Fizemos no Nosso Feriado | Abi                   | |
| 2014                | Gone Girl                           | Garota Exemplar                    | Amy Dunne             | Prêmios Saturn Awards de Melhor Atriz Principal Kansas City Film Critics Circle Award de Melhor Atriz Principal London Film Critics Circle de Melhor Atriz Principal Online Film Critics Society de Melhor Atriz Principal Phoenix Film Critics Society para Descoberta do Ano Phoenix Film Critics Society de Melhor Atriz Principal St. Louis Gateway Film Critics Association de Melhor Atriz Principal Florida Film Critics Circle Awards de Melhor Atriz Principal Indicações Oscar de melhor atriz Globo de Ouro de melhor atriz em filme Dramático BAFTA Award de melhor atriz em papel principal Austin Film Critics Association de melhor atriz Critics' Choice Award de melhor atriz National Society of Film Critics de melhor atriz Online Film Critics Society Award de melhor atriz Screen Actors Guild Award de melhor atriz MTV Movie Award de melhor performance de melhor atriz Boston Society of Film Critics de melhor atriz Chicago Film Critics Association Awards de melhor atriz Empire Awards, UK de melhor atriz Florida Film Critics Circle Awards de melhor atriz Las Vegas Film Critics Society Awards de melhor atriz Sociedade Nacional de Críticos Film Awards de melhor atriz New York Film Critics Circle Awards de melhor atriz Satellite Awards de Melhor Atriz Principal MTV Movie Awards de melhor Vilão MTV Movie Awards Melhor Scared-as-S**t MTV Movie Awards Desempenho Breakthrough |
| 2015                | Return to Sender                    | Sede de Vingança                   | Miranda Wells         | |
| 2016                | A United Kingdom                    | Um Reino Unido                     | Ruth Williams Khama   | |
| 2017                | The Man with the Iron Heart         |                                    | Lina Heydrich         | |
| 2017                | Hostiles                            | Hostis                             | Rosalie Quaid         | Indicações Prêmio Saturno de Melhor Atriz em cinema |
| 2018                | Beirut                              |                                    | Sandy Crowder         | |
| 2018                | Entebbe                             | 7 Dias em Entebbe                  | Brigitte Kuhlmann     | |
| 2018                | The Human Voice                     |                                    | Produção              | Curta-metragem |
| 2018                | A Private War                       |                                    | Marie Colvin          | Indicações Globo de Ouro de melhor atriz em filme Dramático Satellite Awards de Melhor Atriz Principal |
| 2019                | The Informer                        | O Informante                       | Wilcox                | |
| 2019                | Radioactive                         |                                    | Marie Curie           | |
| 2020                | I Care a Lot                        | Eu Me Importo                      | Marla Grayson         | Prêmios Globo de Ouro de melhor atriz em filme de comédia ou musical |
| 2023                | Saltburn                            | Saltburn                           | Lady Elspeth Catton   | Indicações Globo de Ouro de melhor atriz em Coadjuvante - Cinema BAFTA de Melhor Atriz Coadjuvante Satellite Awards de Melhor Atriz Coadjuvante London Film Critics' Circle de Melhor Atriz Coadjuvante Australian Film Institute Awards de Melhor Atriz Coadjuvante Alliance of Women Film Journalists de Melhor Atriz Coadjuvante |
| 2024                | Hallow Road                         | Hallow Road                        | Mãe                   | Pós-produção |
| 2025                | In the Grey                         | In the Grey                        |                       | Pós-produção |
| 2025                | Now You See Me: Now You Don't       | Now You See Me 3                   |                       | Pós-produção |
| Sem Data de Estreia | Ladies First                        | Ladies First                       |                       | Pós-produção |

## Televisão
| Ano  | Título                    | Papel                                                          | Observações                                                                              |
| ---- | ------------------------- | -------------------------------------------------------------- | ---------------------------------------------------------------------------------------- |
| 1998 | A Rather English Marriage | Celia                                                          | Filme para televisão                                                                     |
| 1999 | Wives and Daughters       | Lady Harriet Cumnor                                            | 3 episódios                                                                              |
| 2000 | Trial & Retribution       | Lucy                                                           | Episódio: "Trial & Retribution IV Part 1"                                                |
| 2001 | Love in a Cold Climate    | Fanny                                                          | 2 episódios                                                                              |
| 2002 | Bond Girls Are Forever    | Ela mesma                                                      | Documentário                                                                             |
| 2002 | Foyle's War               | Sarah Beaumont                                                 | Episódio: "The German Woman"                                                             |
| 2008 | The Tower                 | Olivia Wynn                                                    | Episódio piloto                                                                          |
| 2009 | Freefall                  | Anna                                                           | Fime para televisão                                                                      |
| 2011 | Women in Love             | Gudrun Brangwen                                                | 2 episódios                                                                              |
| 2015 | Thunderbirds Are Go!      | Lady Penelope Creighton-Ward / Captain Ridley O'Bannon (vozes) | 39 episódios                                                                             |
| 2018 | Watership Down            | O Coelho Negro de Inlé (voz)                                   | 2 episódios                                                                              |
| 2019 | Moominvalley              | Moominmamma (voz)                                              | 7 episódios                                                                              |
| 2019 | State of the Union        | Louise                                                         | 10 episódios                                                                             |
| 2020 | The Wheel of Time         | Moiraine                                                       | Papel principal Prêmios Emmy Awards de melhor atriz em série de comédia de curta duração |